# Atrapar a un asesino
Atrapar a un asesino es una obra de teatro de Alfonso Paso, estrenada en 1968.

## Argumento
En una casa burguesa, todos los habitantes deben someterse a un interrogatorio, al ser sospechosos de la comisión de un asesinato.

## Estreno
- Teatro Arniches, Madrid, 16 de octubre de 1968.
- Dirección: Alfonso Paso.
- Intérpretes: Pastor Serrador, Marisol Ayuso, Encarna Paso, Francisco Marsó, Beatriz Savón,

José Segura.